# Uğur Şahin

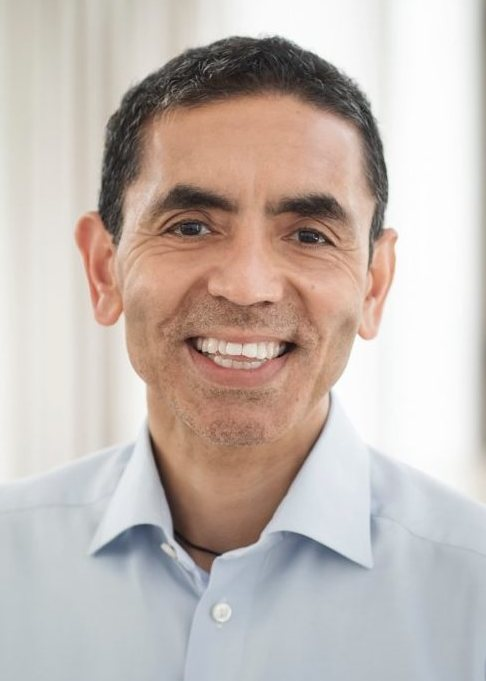
Uğur Şahin (2019)

Uğur Şahin [uːɾ ʃaː.hin] (* 19. September 1965 in İskenderun, Türkei) ist ein deutscher Mediziner.
Seine Forschungsschwerpunkte sind die Krebsforschung und die Immunologie.
Er ist seit 2006 Professor an der Universität Mainz und seit 2008 mit seiner Ehefrau Özlem Türeci Gründer und Vorstandsvorsitzender des Unternehmens BioNTech. Şahin gehört zu den führenden Entwicklern von Impfstoffen gegen COVID-19.

## Leben und Ausbildung
Şahin, geboren in der Türkei, zog im Alter von vier Jahren mit seiner Mutter aus der Türkei zu seinem Vater, der in den Kölner Ford-Werken arbeitete. Neben dem Fußball interessierten ihn vor allem populärwissenschaftliche Bücher, die er in der Kirchenbücherei auslieh. In der Grundschule wurde ihm die Empfehlung für das Gymnasium verwehrt und erst nach Intervention eines Nachbarn ermöglicht. Sein Abitur absolvierte Şahin 1984 am heutigen Erich Kästner-Gymnasium (damals: Städtisches neusprachliches Gymnasium Castroper Str.) in Köln-Niehl, als erstes türkischstämmiges Gastarbeiterkind der Schule. Er hatte die Leistungskurse Mathematik und Chemie belegt und wurde Jahrgangsbester. Sein Interesse für die Immunologie sei früh durch eine Fernsehsendung mit dem Arzt und Wissenschaftsjournalisten Hoimar von Ditfurth geweckt worden.
Von 1984 bis 1992 studierte Şahin Medizin an der Universität zu Köln. Er wurde 1992 mit einer Arbeit zur Immuntherapie bei Tumorzellen (Bispezifische monoklonale Antikörper zur Aktivierung von Zytostatikavorstufen an Tumorzellen), die mit summa cum laude benotet wurde, promoviert. Seinem Doktorvater Michael Pfreundschuh folgte er 1992 an die Universität des Saarlandes. Von 1992 bis 1994 studierte er Mathematik an der Fernuniversität Hagen.
Während seiner Tätigkeit am Universitätsklinikum des Saarlandes in Homburg lernte Şahin seine spätere Ehefrau Özlem Türeci kennen, die dort ihr letztes Studienjahr absolvierte. 2002 heiratete das Paar, das eine Tochter hat.

## Wirken
Şahin war als Arzt für Innere Medizin und Hämatologie/Onkologie von 1991 bis 2000 am Klinikum der Universität zu Köln und danach am Universitätsklinikum des Saarlandes in Homburg tätig. Er habilitierte sich 1999 im Bereich molekularer Medizin und Immunologie. Nach einer Station im Jahr 2000 im Universitätsspital Zürich am Institut für experimentelle Immunologie wechselte er an die Universitätsmedizin Mainz. Dort ist er seit 2001 in verschiedenen leitenden Positionen in den Bereichen der Krebsforschung und Immunologie tätig und war 2006 bis 2013 Lecturer für experimentelle Onkologie an der III. Medizinischen Klinik.
Uğur Şahin ist Mediziner und Wissenschaftler. Seine Forschungsschwerpunkte liegen in der Krebsforschung, Immunologie und Immuntherapie. Er gilt als einer der Pioniere auf den Gebieten der mRNA-Impfstoffe und individualisierten Krebsimmuntherapie.
Hauptaugenmerk des Wissenschaftlers liegt auf der Entwicklung von Immuntherapien gegen Krebserkrankungen, Infektionskrankheiten, Erkrankungen des Immun- und Nervensystems sowie seltene Krankheiten. Dafür charakterisiert Uğur Şahin mit seinem Team neue Zielmoleküle und entwickelt Impfstoff-Kandidaten auf Basis von Ribonukleinsäure (RNA), einem Botenstoff mit genetischer Information. Die Optimierung der jeweiligen mRNA-Plattform steht dabei im Fokus, um eine angemessene Reaktion des Immunsystems und damit Rückbildung von Tumoren bei Krebserkrankungen bzw. Neutralisation von Krankheitserregern bei Infektionen hervorzurufen.

### Universitätsmedizin Mainz
Im Jahr 2000 wurde Şahin Nachwuchsgruppenleiter am Sonderforschungsbereich 432 der Universitätsmedizin Mainz und 2003 Vorsitzender des Tumor Vaccine Center. Von 2006 bis 2013 war er Associate Professor an der Abteilung für experimentelle und translationale Onkologie der Universität Mainz. Seit 2014 hat er eine W3-Professur an der Universitätsmedizin der Universität inne. Er ist stellvertretender Leiter des 2011 gegründeten Universitären Centrums für Tumorerkrankungen Mainz (UCT Mainz). Das UCT Mainz ist ein Zusammenschluss aller onkologisch tätigen Einrichtungen der Universitätsmedizin Mainz, die einen Schwerpunkt in klinischer Onkologie oder onkologischer Forschung haben.
Das von ihm geleitete Projekt zur Entwicklung innovativer Impfstoffe gegen Krebserkrankungen war eines von zwölf Projekten, das in der ersten Auswahlrunde im Jahr 2006 vom Bundesministerium für Bildung und Forschung im Rahmen der neu geschaffenen Gründungsoffensive Biotechnologie (GO-Bio) eine Förderung für zwei Phasen erhielt. Die erste Phase von 2007 bis 2010 wurde zunächst an der Universitätsmedizin Mainz realisiert und ab März 2010 bis 2013 bei Biontech.
Translationale Onkologie an der Universitätsmedizin (TRON)
2010 war er Gründer der Translationalen Onkologie an der Universitätsmedizin der Johannes Gutenberg-Universität Mainz (kurz TRON). Dabei handelt es sich um ein biopharmazeutisches Forschungsinstitut, das neue Diagnostika und Arzneimittel für die Therapie von Krebs und anderen Erkrankungen mit hohem medizinischem Bedarf entwickelt. Sein Schwerpunkt ist die individualisierte Medizin und Krebsimmuntherapie. Von der Gründung bis zum September 2019 war er dessen wissenschaftlicher Geschäftsführer. Seitdem ist er als wissenschaftlicher Berater und Betreuer von Doktoranden tätig. Für seine Arbeit in diesem Bereich wurde Şahin 2019 der Deutsche Krebspreis verliehen.
Helmholtz-Institut HI-TRON
Er war 2017 am Aufbau des neuen Helmholtz-Instituts HI-TRON, das eine Kooperation des Deutschen Krebsforschungszentrum (DKFZ) mit TRON ist, beteiligt. Seit 2018 ist er einer der wissenschaftlichen Direktoren des neuen Helmholtz-Instituts.

### Ganymed Pharmaceuticals
Şahin gründete 2001 mit seiner späteren Ehefrau Özlem Türeci das Unternehmen Ganymed Pharmaceuticals. Dieses Unternehmen entwickelte den monoklonalen Antikörper Zolbetuximab zur Behandlung von Speiseröhren- und Magenkrebs. 2016 wurde das Unternehmen für einen Grundpreis von 422 Millionen Euro an Astellas Pharma verkauft. Abhängig vom Erfolg des Antikörpers können dazu noch Zahlungen von bis zu 860 Millionen Euro fällig werden. Nach erfolgreichen Phase-II-Studien befand sich das Medikament Stand 2020 in der Phase III. 2024 erhielt Zolbetuximab die Marktzulassung in der EU, in den USA und in Japan.

### Biontech

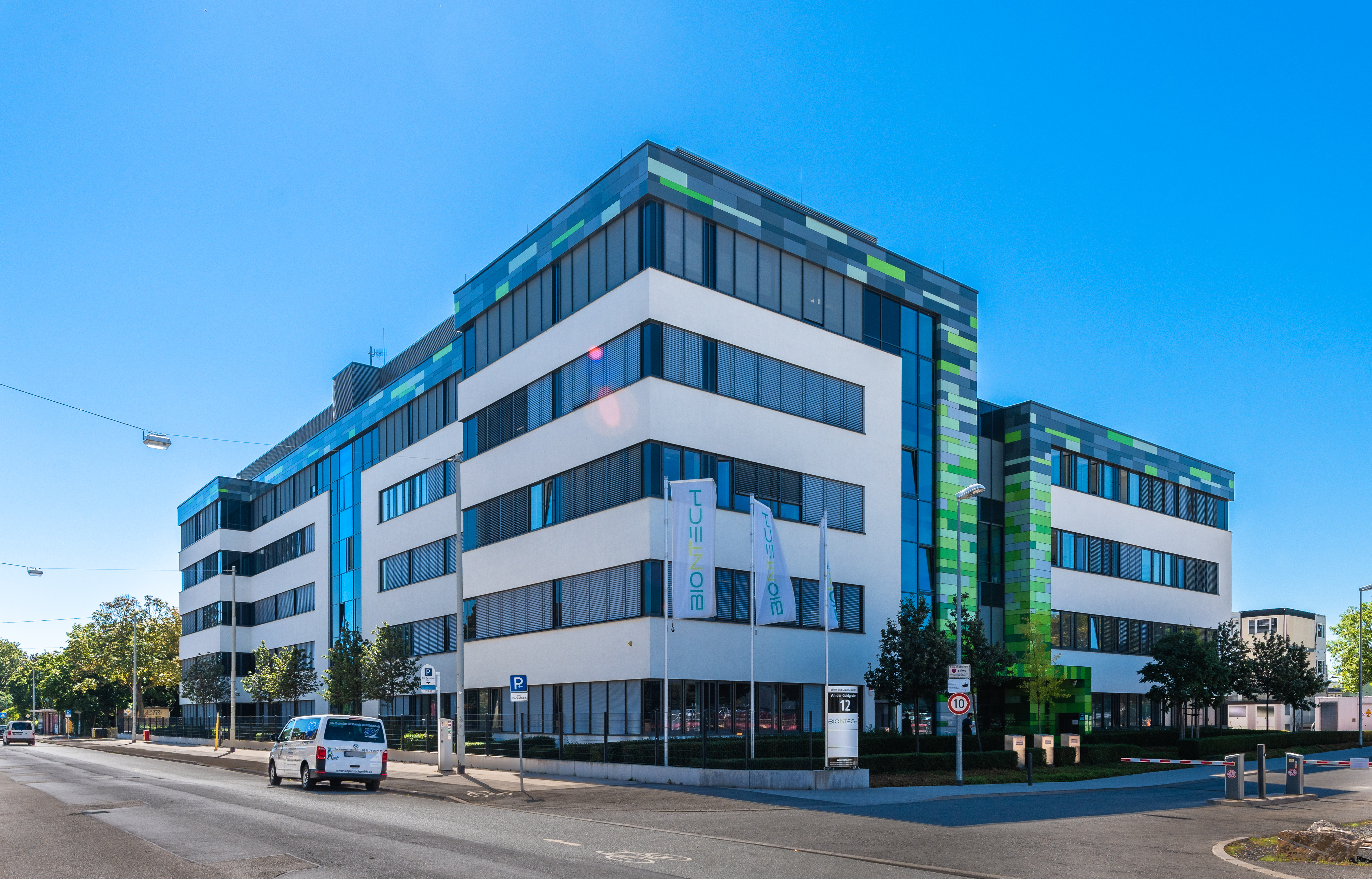
Firmensitz von Biontech in Mainz

Şahin gewann im Jahr 2006 eine Förderung des Bundesministeriums für Bildung und Forschung in der Gründungsoffensive Biotechnologie (GO-Bio), die den Grundstein für die heutige Biontech legte,
die 2008 als Biontech RNA Pharmaceuticals GmbH (heute BioNTech SE) mit Sitz in Mainz gegründet wurde. Şahin übernahm die Leitung des Unternehmens.
Biontech ist auf die Entwicklung und Herstellung von aktiven Immuntherapien für einen patientenspezifischen Ansatz zur Behandlung von Krebs und anderen schweren Krankheiten fokussiert. Die Schwerpunkte der Forschungsarbeit von Şahin liegen in der Erforschung von Medikamenten auf mRNA-Basis für den Einsatz als individualisierte Krebsimmuntherapien, als Impfstoffe gegen Infektionskrankheiten und als Proteinersatztherapien bei seltenen Erkrankungen. Şahin ist Inhaber verschiedener Patente, die er mit seinem Unternehmen und seinen Partnern angemeldet hat.
Şahin erkannte bereits im Januar 2020, dass sich die neu entdeckte Infektionskrankheit COVID-19 zu einer globalen Pandemie ausbreiten würde. Infolgedessen entwickelte Biontech ab demselben Monat unter der Leitung von Şahin und seiner Ehefrau Özlem Türeci den Impfstoff BNT162b2 gegen COVID-19, der im Dezember 2020 weltweit in mehr als 45 Ländern (unter anderem in der EU und den USA) zugelassen wurde.
Zur Zusammenarbeit mit anderen Firmen bezüglich COVID-19 erklärte Şahin: „Kooperation ist ein absoluter Schlüssel für diese globale Herausforderung.“ Şahin spricht sich gegen eine Impfpflicht aus und betont die Freiwilligkeit.

## Vermögen
Şahin hält 17,25 Prozent der Anteile an Biontech und hatte damit im Dezember 2024 ein Vermögen von über 4,6 Milliarden US-Dollar.

## Mitgliedschaften
Şahin ist seit 2004 Mitglied der Deutschen Gesellschaft für Immunologie und seit 2008 Mitglied im Programmkomitee der Association for Cancer Immunotherapy (CIMT), Regulatory Research Group, Mainz. Er gehörte 2012 zu den Gründern des Cluster of Individualized Immunointervention (Ci3) in Mainz. Er ist seit 2014 Mitglied der American Association for Cancer Research (AACR) und seit 2015 der American Society of Clinical Oncology (ASCO). 2021 wurde Uğur Şahin als Mitglied in die Nationale Akademie der Wissenschaften Leopoldina und in die Akademie der Wissenschaften und der Literatur Mainz aufgenommen.

## Auszeichnungen (Auswahl)

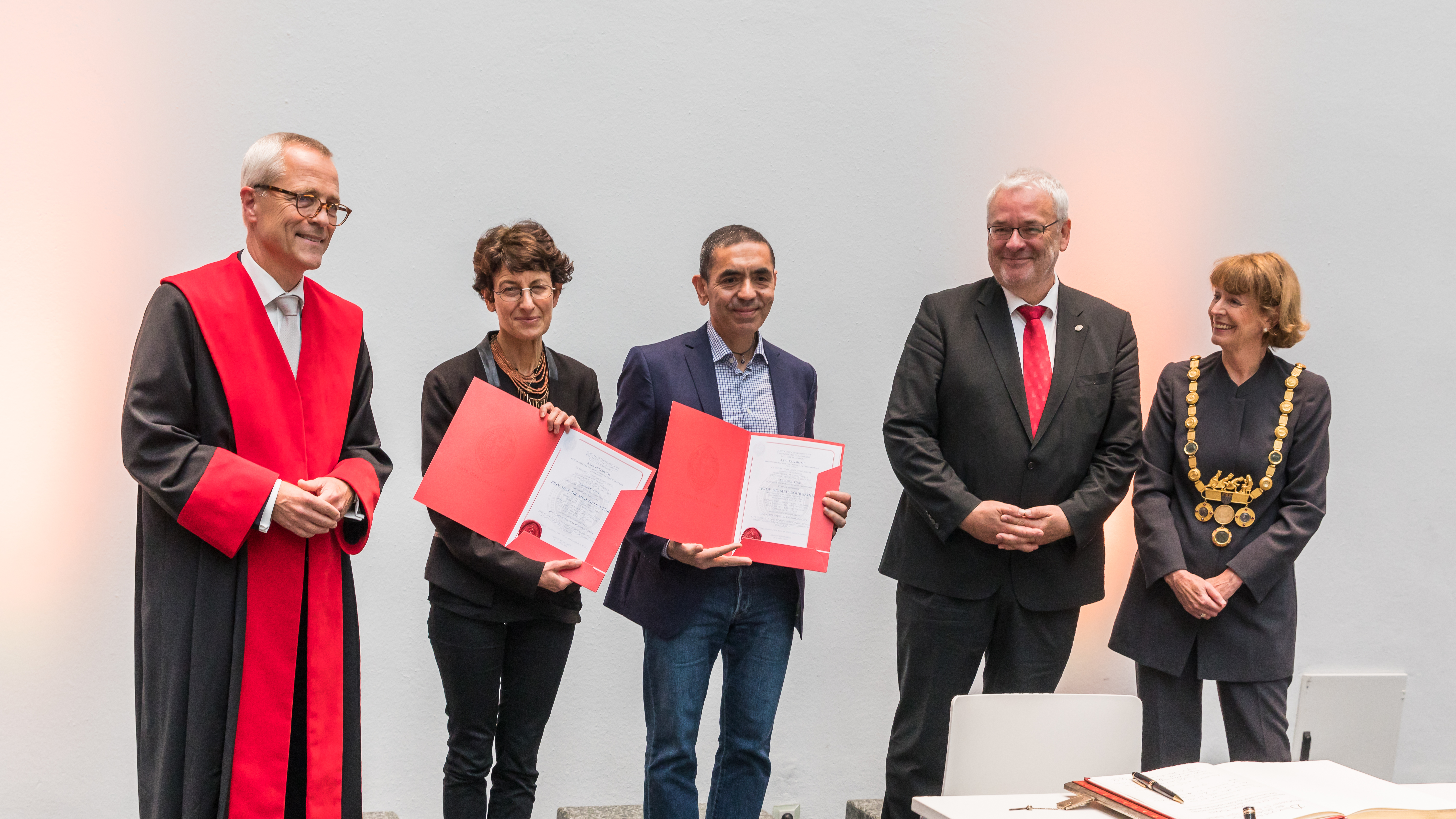
Verleihung der Ehrendoktorwürde der Medizinischen Fakultät der Universität zu Köln im Kölner Rathaus, 2021

- 1995: Vincenz-Czerny-Preis der Deutschen Gesellschaft für Hämatologie und Onkologie (DGHO) (zusammen mit Özlem Türeci)[61]
- 1995: Merit Award der American Society of Clinical Oncology (ASCO)[15]
- 1997: Calogero-Paglierello-Research-Award (zusammen mit Özlem Türeci)[62]
- 2005: Georges-Köhler-Preis der Deutschen Gesellschaft für Immunologie (zusammen mit Özlem Türeci)[63][64]
- 2006 und 2010: GO-Bio-Preis des Bundesministeriums für Bildung und Forschung[65]
- 2017/2018: ERC Advanced Grant in Life Sciences[66]
- 2019: Mustafa-Preis[67]
- 2019: Deutscher Krebspreis[68]
- 2020: Deutscher Nachhaltigkeitspreis (zusammen mit Özlem Türeci)[69]
- 2020: Financial Times Person of the Year (zusammen mit Özlem Türeci)[70]
- 2021: Axel Springer Award (zusammen mit Özlem Türeci)[71]
- 2021: Großes Verdienstkreuz mit Stern des Verdienstordens der Bundesrepublik Deutschland (zusammen mit Özlem Türeci)[72][73]
- 2021: gewähltes Mitglied der European Molecular Biology Organization (zusammen mit Özlem Türeci)
- 2021: Prinzessin-von-Asturien-Preis in der Kategorie „Wissenschaftliche Forschung“ (zusammen mit Özlem Türeci)[74]
- 2021: Ehrendoktorwürde der Medizinischen Fakultät der Universität zu Köln (zusammen mit Özlem Türeci)[75]
- 2021: Jeantet-Collen Preis für translationale Medizin, Louis-Jeantet Foundation, Genf, Schweiz (gemeinsam mit Özlem Türeci und Katalin Karikó)
- 2021: William B. Coley Award (zusammen mit Katalin Karikó, Drew Weissman und Özlem Türeci)
- 2021: Karl-Heinz-Beckurts-Preis (mit Özlem Türeci, erstmals vergebene Ehrenmedaille)[76]
- 2021: Medal of Honor der Society for Immunotherapy of Cancer (SITC; zusammen mit Özlem Türeci)[77]
- 2021: Deutscher Zukunftspreis (zusammen mit Özlem Türeci, Christoph Huber und Katalin Karikó)
- 2021: Akademiepreis des Landes Rheinland-Pfalz für innovative Zukunft und Forschung[78]
- 2021: Meyenburg-Preis (zusammen mit Özlem Türeci und Katalin Karikó)
- 2022: Paul-Ehrlich-und-Ludwig-Darmstaedter-Preis (zusammen mit Özlem Türeci)[79]
- 2022: Ehrendoktorwürde der Philipps-Universität Marburg (zusammen mit Özlem Türeci)[80]
- 2022: Ehrendoktorwürde der Universiteit van Amsterdam (zusammen mit Özlem Türeci)[81]
- 2022: Louis-Jeantet-Preis (zusammen mit Özlem Türeci und Katalin Karikó)[82]
- 2022: Werner-von-Siemens-Ring (zusammen mit Özlem Türeci, Katalin Karikó und Christoph Huber)
- 2022: Verdienstorden des Landes Rheinland-Pfalz (zusammen mit Özlem Türeci)[83]
- 2022: Ehrenring der Universitätsmedizin Mainz (zusammen mit Özlem Türeci)[84]
- 2022: Ehrenbürger von Mainz[85][86]
- 2022: Novo Nordisk Prize[87]
- 2022: Warren Alpert Foundation Prize[88]
- 2022: Reward to Humanity der Vehbi-Koç-Stiftung (zusammen mit Özlem Türeci)[89]
- 2022: Hochschullehrer des Jahres  (zusammen mit Özlem Türeci)
- 2022: Deutscher Immunologie-Preis (zusammen mit Özlem Türeci und Katalin Karikó)[90][91]
- 2023: Internationaler Antonio-Feltrinelli-Preis (zusammen mit Özlem Türeci)
- 2023: Aufnahme in den Orden Pour le mérite (zusammen mit Özlem Türeci)[92]
- 2025: Deutscher Nationalpreis (zusammen mit Özlem Türeci)[93]

## Veröffentlichungen (Auswahl)
Die PubMed-Datenbank der U.S. National Library of Medicine listet über 350 Publikationen, an denen Şahin mitgewirkt hat, davon etliche als Erst- oder Letztautor.
Darüber hinaus ordnet ihm das U.S. Patent and Trademark Office diverse Patente zu.
- S. Kreiter, A. Selmi, M. Diken, M. Sebastian, P. Osterloh, H. Schild, C. Huber, O. Türeci, U. Sahin: Increased antigen presentation efficiency by coupling antigens to MHC class I trafficking signals. In: J. Immunol. Nr. 180, 2008, S. 309–318, doi:10.4049/jimmunol.180.1.309 (englisch).
- M. Diken, S. Kreiter, A. Selmi, C. M. Britten, C. Huber, Ö. Türeci, U. Sahin: Selective uptake of naked vaccine RNA by dendritic cells is driven by macropinocytosis and abrogated upon DC maturation. In: Gene Ther. Nr. 18, 2011, S. 702–708, doi:10.1038/gt.2011.17 (englisch).
- J. C. Castle, S. Kreiter, J. Diekmann, M. Löwer, N. van de Roemer, J. de Graaf, A. Selmi, M. Diken, S. Boegel, C. Paret, M. Koslowski, A. N. Kuhn, C. M. Britten, C. Huber, O. Türeci, U. Sahin: Exploiting the mutanome for tumor vaccination. In: Cancer Res. Nr. 72, 2012, S. 1081–1091, doi:10.1158/0008-5472 (englisch).
- C. M. Britten, H. Singh-Jasuja, B. Flamion, A. Hoos, C. Huber, K.-J. Kallen, S. N. Khleif, S. Kreiter, M. Nielsen, H. G. Rammensee, U. Sahin, T. Hinz, U. Kalinke: The regulatory landscape for actively personalized cancer immunotherapies. In: Nat Biotechnol. Nr. 31, 2013, S. 880–882, doi:10.1038/nbt.2708 (englisch).
- T. Schumacher, L. Bunse, S. Pusch, F. Sahm, B. Wiestler, J. Quandt, O. Menn, M. Osswald, I. Oezen, M. Ott, M. Keil, J. Balß, K. Rauschenbach, A. K. Grabowska, I. Vogler, J. Diekmann, N. Trautwein, S. B. Eichmüller, J. Okun, S. Stevanović, A. B. Riemer, U. Sahin, M. A. Friese, P. Beckhove, A. von Deimling, W.  Wick, M. Platten: A vaccine targeting mutant IDH1 induces antitumour immunity. In: Nature. Nr. 512, 2014, S. 324–327, doi:10.1038/nature13387 (englisch).
- S. Kreiter, M. Vormehr, M. Diken, M. Löwer, J. Diekmann, S. Boegel, B. Schrörs, F. Vascotto, J. C. Castle, A. D. Tadmor, S. P. Schoenberger, C. Huber, Ö. Türeci, U. Sahin: Mutant MHC class II epitopes drive therapeutic immune responses to cancer. In: Nature. Nr. 520, 2015, S. 692–696, doi:10.1038/nature14426 (englisch).
- L. M. Kranz, M. Diken, H. Haas, S. Kreiter, N. van de Roemer N, C. Loquai, K. C. Reuter, M. Meng, D. Fritz, F. Vascotto, H. Hefesha, C. Grunwitz, M. Vormehr, Y. Hüsemann, A. Selmi, A. N. Kuhn, J. Buck, E. Derhovanessian, R. Rae, S. Attig, J. Diekmann, R. A. Jabulowsky, S. Heesch, J. Hassel, P. Langguth, S. Grabbe, C. Huber, Ö. Türeci, U. Sahin: Systemic RNA delivery to dendritic cells exploits antiviral defence for cancer immunotherapy. In: Nature. Nr. 534, 2016, S. 396–401, doi:10.1038/nature18300 (englisch).
- C. R. Stadler, H. Bähr-Mahmud, L. Celik, B. Hebich, A. S. Roth, R. P. Roth, K. Karikó, Ö. Türeci, U. Sahin: Elimination of large tumors in mice by mRNA-encoded bispecific antibodies. In: Nat Med. 2017, doi:10.1038/nm.4356 (englisch).
- U. Sahin, E. Derhovanessian, M. Miller, B.-P. Kloke, P. Simon, M. Löwer, V. Bukur, A. D. Tadmor, U. Luxemburger, B. Schrörs, T. Omokoko, M. Vormehr, C. Albrecht, A. Paruzynski, A. N. Kuhn, J. Buck, S. Heesch, K. H. Schreeb, F. Müller, I. Ortseifer, I. Vogler, E. Godehardt, S. Attig, R. Rae, A. Breitkreuz, C. Tolliver, M. Suchan, G. Martic, A. Hohberger, P. Sorn, J. Diekmann, J. Ciesla, O. Waksmann, A. Kemmer-Brück, M. Witt, M. Zillgen, A. Rothermel, B. Kasemann, D. Langer, S. Bolte, M. Diken, S. Kreiter, R. Nemecek, C. Gebhardt, S. Grabbe, C. Höller, J. Utikal, C. Huber, C. Loquai, Ö. Türeci: Personalized RNA mutanome vaccines mobilize poly-specific therapeutic immunity against cancer. In: Personalized RNA mutanome vaccines mobilize poly-specific therapeutic immunity against cancer. Nr. 547, 2017, S. 222–226, doi:10.1038/nature23003 (englisch).
- U. Sahin, Türeci Ö.: Personalized vaccines for cancer immunotherapy. In: Science. Nr. 359, 2018, S. 1355–1360, doi:10.1126/science.aar7112 (englisch).
- Joe Miller, Uğur Şahin, Özlem Türeci: Projekt Lightspeed: Der Weg zum BioNTech-Impfstoff – und zu einer Medizin von morgen. 1. Auflage. Rowohlt Verlag, Hamburg 2021, ISBN 978-3-498-00277-0.[96]